# مریم فخرالدین
مریم فخرالدین (عربی مصری: حسناء الشاشة؛ ۸ ژانویهٔ ۱۹۳۳ – ۳ نوامبر ۲۰۱۴) هنرپیشه اهل مصر بود. وی بین سال‌های ۱۹۵۱ تا ۲۰۱۴ میلادی فعالیت می‌کرد. او از پدری مصری و مادری مجارستانی زاده شد. مریم دختر بازیگر مشهور مصر، یوسف فخرالدین بود. او لقب زیباترین چهره مصر
را از آن خود کرد.